# Margherita Bontade
Margherita Bontade (Palermo, 5 ottobre 1900 – Palermo, 4 giugno 1992) è stata una politica italiana.

## Biografia
Eletta deputato alla Camera nel 1948, nella prima legislatura, per la Democrazia Cristiana, fu riconfermata nel 1953 e nel 1958.
Il bandito Gaspare Pisciotta nel 1952 la chiamò in causa per la strage di Portella della Ginestra del 1º maggio 1947.
Ancora rieletta nel 1963 al Parlamento, non si ricandidò nel 1968.
Cognata dell'allora direttore generale della Sicilcassa Andrea Trapani, la deputata nazionale della Dc di fatto usava la banca come segreteria politica.
Francesco Paolo Bontate, padre di Stefano Bontate, viene «indicato dalla pubblicistica del tempo talora come suo cugino, talaltra come suo “lontano parente”». In realtà non esisteva alcuna parentela. Come ebbe a testimoniare l'Ispettore della Polizia di Stato Salvatore Bonferraro al processo a Giulio Andreotti «ho accertato che non esiste rapporti di parentela, anche perché il cognome fra i due è diverso: i noti Bontate Francesco Paolo e i figli Giovanni e Stefano erano Bontate, mentre l'Onorevole Bontade. In secondo luogo ho accertato che il Don Paolino Bontate fino al 1926, quindi dal 14 al 1926 portava il cognome Bontà unitamente a tutti i suoi fratelli e che a seguito di una sentenza, che è stata emessa dal Tribunale Civile di Palermo aveva rettificato il loro cognome da Bontà in Bontate, cioè avevano cambiato il cognome».
Dunque «sebbene tra i due non esista alcun legame di sangue, tuttavia tra Margherita Bontade e il potente capomafia della borgata di Villagrazia esistono rapporti di tale rilevanza da spingere la donna a gratificarlo della propria generosa e imprudente testimonianza, presentandosi al Procuratore generale di Palermo nel luglio ‘63, nel corso della fase istruttoria dell’inchiesta che vedeva il Bontate imputato quale mandante di una serie di omicidi».
Ora, «nonostante i documentati rapporti di stima e amicizia, secondo le dichiarazioni dei collaboratori di giustizia non erano stati “don” Paolo Bontate né suo figlio Stefano a sostenere elettoralmente Margherita
Bontade.
«Per Tommaso Buscetta, la notabile palermitana avrebbe fruito degli appoggi di un altro potente capomafia, il patriarca di Partanna-Mondello, Vincenzo Nicoletti, che governava incontrastato sui territori a ovest della città, prima di essere spodestato dal più giovane Rosario Riccobono». Più precisamente Buscetta descrisse Margherita Bontade «un personaggio molto utile, perché sapeva a chi rivolgersi a Roma per ottenere delle licenze e cose simili. Mi aiutò a ottenere dal Ministero per il Commercio con l’Estero, le licenze di importazione del burro che interessavano una società che avevo costituito a Milano assieme a persone che non avevano niente a che fare con la mafia».